# Сренг
Сренг (др.‑ирл. Sreng) — в ирландской мифологии герой из племени Фир Болг, сын Сенгана. Сренг знаменит тем, что в первой битве при Маг Туиред отрубил руку Нуаду, королю Племён богини Дану.
Сренг был посланником клана богов Фир Болг во время переговоров с богами Племён богини Дану. Представителем Племён богини Дану был Брес. Он предложил поделить Ирландию между двумя народами, однако правители Фир Болг отказались от этого предложения. За этим последовала первая битва при Маг Туиред. Во время битвы в поединке сразились Сренг и Нуаду, король Племён богини Дану, и Сренг отрубил Нуаду руку и половину щита; став калекой, Нуаду был обязан отречься от престола (см. Мифологический цикл). В конце концов, народ Фир Болг потерпел поражение. Чтобы остановить кровопролитие, Племена богини Дану предложили Сренгу выбрать область, где могли бы поселиться Фир Болг. Сренг выбрал Коннахт; в средневековье многие племена Коннахта считались потомками Фир Болг.

## В популярной культуре
- Среди народа Фой Мьёр в Сренге принц Корум (герой книг Майкла Муркока) узнал новое воплощение графа Гландита, лишившего его руки.
- Сренг упоминается в песне ирландской фолк-металлической группы Cruachan, посвящённой битве при Маг Туиред (The First Battle Of Moytura), где он ошибочно назван «Стренгом».